# Porto Pinto Pereira
Porto Pinto Pereira é uma marca de vinho do Porto criada por Carlos Pinto Pereira (1876 -†1956  Lisboa) e gerida no Porto por Carlos Alberto Santos Pinto Pereira (1903- †1948) e à morte deste por António Santos Pinto Pereira.
Os armazéns que ficavam na R. Rei Ramiro em Vila Nova de Gaia comercializavam, além do PPP, as marcas A.P. Santos & C Lda, Pinto Pereira & Filhos, etc.
Os vinhos PPP eram então conhecidos como os do Homem do Armónio que era uma marca registada.
Por volta dos anos 1960 a firma foi comprada por J.H Andersen  que continua a comercializar a marca 

## Imagens
- «Armazens PPP». Visitado: Abril 2015